# Shatila
Shatila (Arabisch: مخيم شاتيلا) is een Palestijns vluchtelingenkamp in het zuiden van de Libanese hoofdstad Beiroet.
Het kamp bestaat uit een zeer arme woonbuurt met nauwelijks basisvoorzieningen. Zo komt er alleen zout water uit de kraan. Ook ontbreekt riolering. De straten in de wijk zijn overspannen met vele elektriciteitskabels, die van tijd tot tijd slachtoffers eisen. Verder is er veel criminaliteit in de wijk. De UNRWA heeft er een medische post en twee basisscholen. Daarnaast zijn er nog een aantal andere NGO's actief.

## Bevolking
In Shatila wonen ongeveer 10.000 geregistreerde Palestijnse vluchtelingen in de woonbuurt. Sinds het uitbreken van de Syrische Burgeroorlog hebben er zich ook veel Syrische vluchtelingen gevestigd, waaronder Syrische Palestijnen. Ook hebben zich er in de jaren 2010 mensen uit andere delen van Azië gevestigd, waaronder Sri Lankanen. In 2014 werd de bevolking geschat op tussen de 10.000 en 22.000 mensen, maar er zijn ook schattingen tot 30.000 mensen. Deze bevolking leeft samen op een oppervlakte van ongeveer 1 vierkante kilometer, waarmee de wijk een extreem hoge bevolkingsdichtheid heeft.
De meeste inwoners zijn werkloos omdat de Libanese regering veel banen voor Palestijnen verboden heeft. De Libanese regering bemoeit zich niet of nauwelijks met de wijk. Het bestuur van de wijk is feitelijk in handen van de Palestijnse Fatah en Hamas.

## Geschiedenis
Het kamp werd in 1949 opgezet door het Internationaal Comité van het Rode Kruis voor het opvangen van honderden Palestijnen die als gevolg van de Arabisch-Israëlische Oorlog van 1948 waren gevlucht uit de omgeving van de dorpen Amka, Majid al-Krum en Yajur in noordelijk Palestina. In eerste instantie was het een tentenkamp. Later werden er eerst huizen van golfplaat gebouwd gevolgd door betonnen huizen. Omdat de Libanese regering weigerde om het gebied te vergroten en de bevolking toenam voelden de bewoners zich op den duur gedwongen om gebouwen van meerdere verdiepingen te bouwen om deze te kunnen huisvesten. De verdiepingen zijn door geldgebrek vaak echter slecht geconstrueerd, wat van tijd tot tijd leidt tot instortende gebouwen. In de loop van de tijd werden de gebouwen steeds hoger en de straten steeds smaller.
In 1969 vestigde de PLO zich in de wijk en regelde een aantal voorzieningen.
In 1982 vonden, kort na de Israëlische belegering van Beiroet in het vluchtelingenkamp de bloedbaden in Sabra en Shatila plaats, waarbij vanaf ongeveer 16 september om 18:00 tot ongeveer 18 september 1982 om 8:00 tussen de 762 en 3500 burgers (vooral Palestijnen en Libanese sjiieten) werden afgeslacht door militieleden van de maronitisch-christelijke falangisten onder toeziend oog van hun Israëlische bondgenoten onder leiding van Ariel Sharon.
Na het uitbreken van de Syrische Burgeroorlog in 2011 trokken veel arme Syrische vluchtelingen naar de wijk. Dit zorgde voor spanningen in de wijk omdat hierdoor bijvoorbeeld de huren omhoog gingen.
- Videobeelden van kinderen uit de wijk

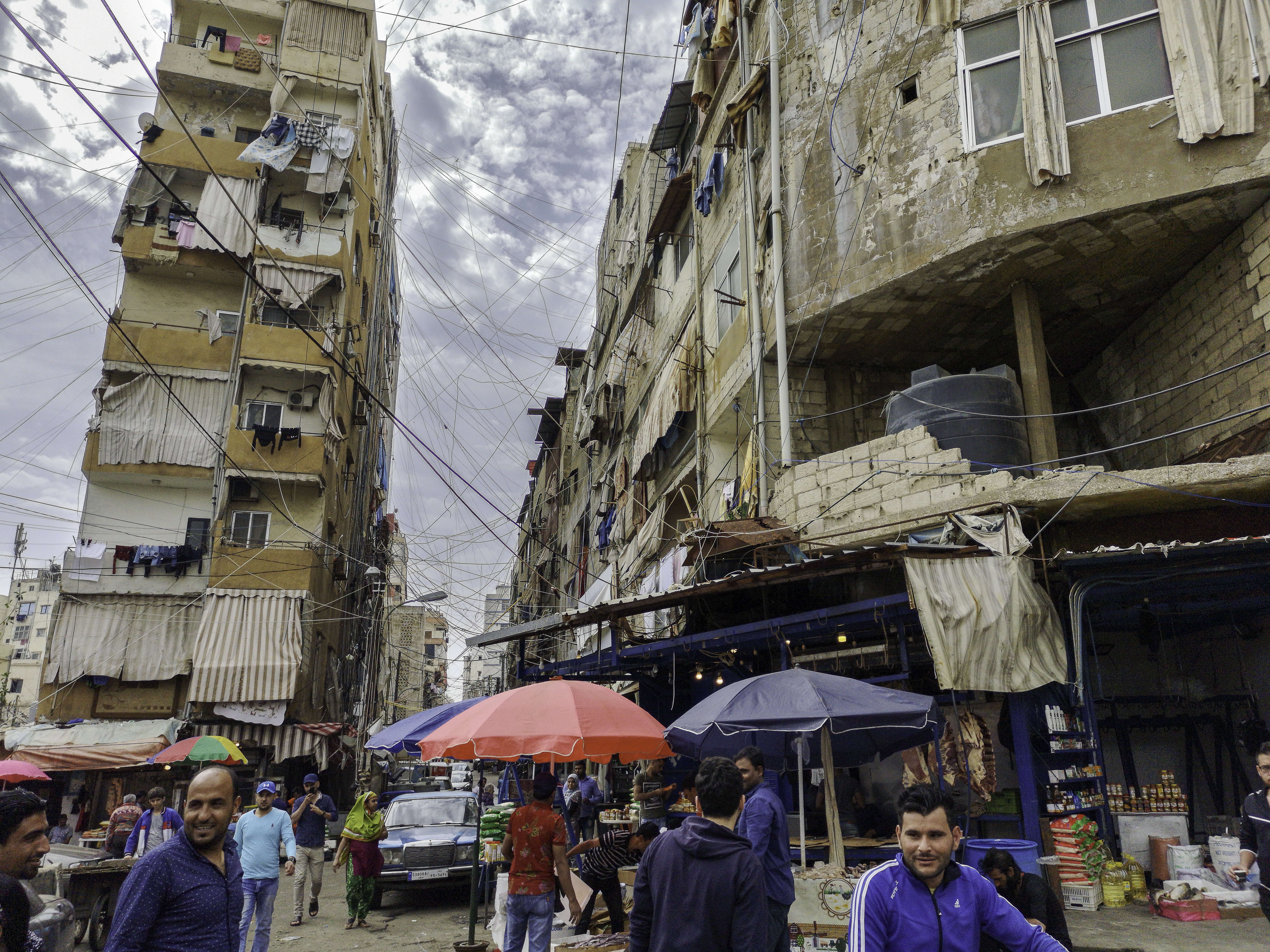
Straatleven met overhangende elektriciteitsdraden